# Aleksander Ignacy Lubomirski
Ne doit pas être confondu avec Aleksander Michał Lubomirski (1614-1677), Aleksander Michał Lubomirski (1642-1675) ou Aleksander Dominik Lubomirski.
Aleksander Ignacy Lubomirski (11 août 1802-12 juin 1893), prince polonais de la famille Lubomirski, financier et philanthrope.

## Biographie
Aleksander Ignacy Lubomirski est le fils de Franciszek Ksawery Lubomirski et de Maria Lvovna Naryshkina.
Il épouse Julia Radziwiłł, fille de Mikołaj Radziwiłł (pl) (1748-1811). Ils n'ont pas d'enfant.
Il est mort au siège de la Société Générale, rue de Provence, à l'âge de 90 ans. Son corps est ensuite amené à son domicile de la rue Auber.
Il est enterré au Cimetière du Père-Lachaise, à Paris (Division 85).

## Sources
1. ↑  Amis et Passionnés du Père Lachaise (APPL), « LUBOMIRSKI Aleksander (1802-1893) », sur Cimetière du Père Lachaise – APPL, 1er mars 2027 (consulté le 19 octobre 2024)

- (en) Cet article est partiellement ou en totalité issu de l’article de Wikipédia en anglais intitulé « Aleksander Ignacy Lubomirski » (voir la liste des auteurs).

- (pl) Cet article est partiellement ou en totalité issu de l’article de Wikipédia en polonais intitulé « Aleksander Ignacy Lubomirski » (voir la liste des auteurs).